# Fillmore East - June 1971

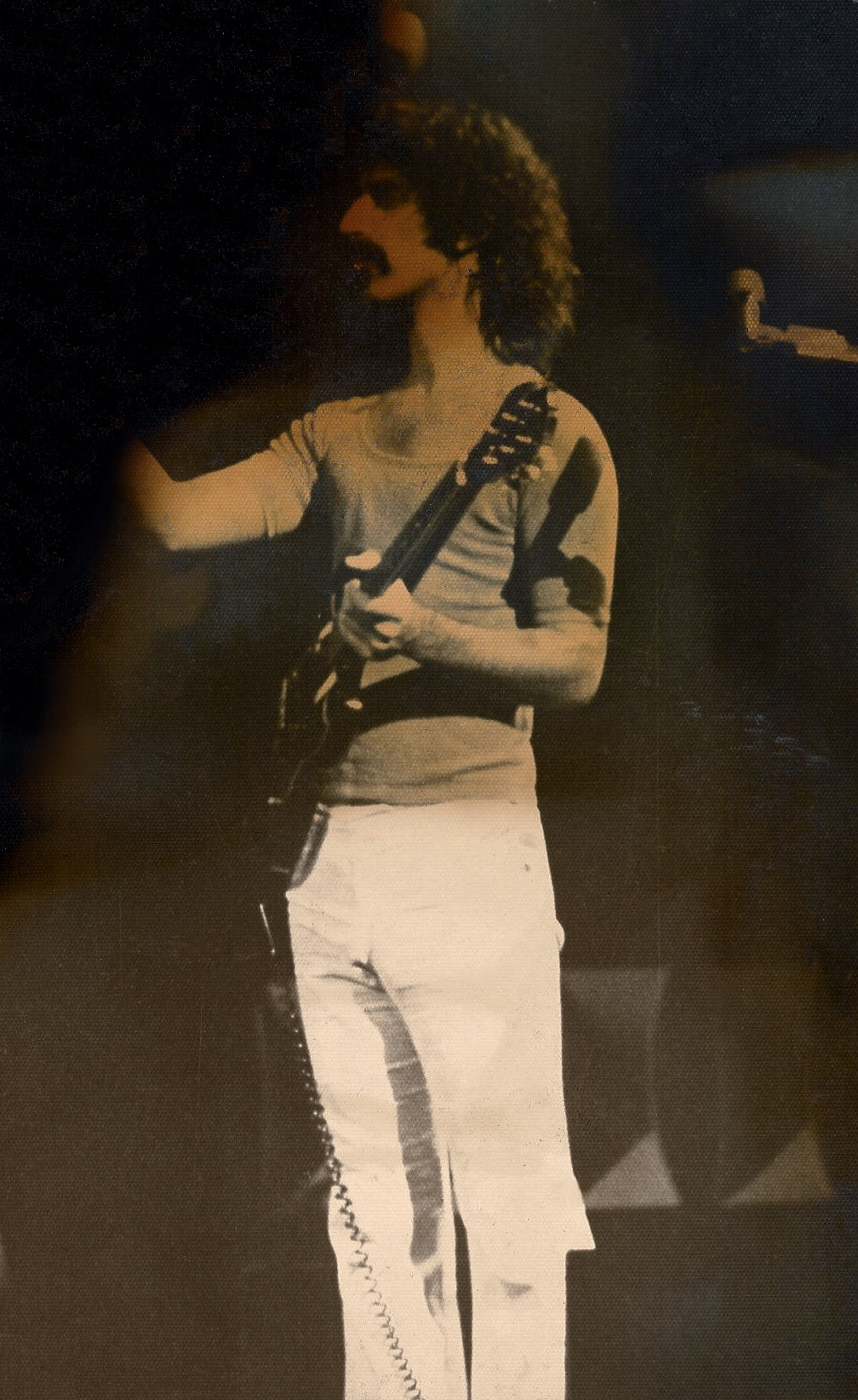
Frank Zappa při nahrávání alba 5. června 1971

Fillmore East – June 1971 je koncertní album americké rockové skupiny The Mothers, nahrané i vydané v roce 1971. Na albu se podílel i Aynsley Dunbar, pozdější člen Whitesnake.

## Seznam skladeb
Všechny skladby napsal(i) Frank Zappa, pokud není uvedeno jinak.. 
| Strana 1 | Strana 1                               | Strana 1 | Strana 1 |
| Pořadí   | Název                                  | Autor    | Délka    |
| -------- | -------------------------------------- | -------- | -------- |
| 1.       | Little House I Used to Live In         |          | 4:58     |
| 2.       | The Mud Shark                          |          | 5:16     |
| 3.       | What Kind of Girl Do You Think We Are? |          | 4:51     |
| 4.       | Bwana Dik                              |          | 2:27     |
| 5.       | Latex Solar Beef                       |          | 4:22     |
| 6.       | Willie the Pimp Part One               |          | 2:50     |

| Strana 2 | Strana 2                 | Strana 2                  | Strana 2 |
| Pořadí   | Název                    | Autor                     | Délka    |
| -------- | ------------------------ | ------------------------- | -------- |
| 1.       | Willie the Pimp Part Two |                           | 1:54     |
| 2.       | Do You Like My New Car?  |                           | 7:08     |
| 3.       | Happy Together           | Garry Bonner, Alan Gordon | 2:57     |
| 4.       | Lonesome Electric Turkey |                           | 2:34     |
| 5.       | Peaches en Regalia       |                           | 3:22     |
| 6.       | Tears Began to Fall      |                           | 2:46     |

## Sestava
- Frank Zappa – kytara, zpěv, dialog
- Aynsley Dunbar – bicí
- Bob Harris – klávesy, zpěv
- Howard Kaylan – zpěv, dialog
- Jim Pons – baskytara, zpěv, dialog
- Don Preston – Moog syntezátor
- Ian Underwood – klávesy, zpěv, dřevěné nástroje
- Mark Volman – zpěv, dialog